# Uberabatitan
Uberabatitan é um gênero de dinossauro saurópode titanossauro do Cretáceo Superior encontrado na cidade de Uberaba e é o maior dinossauro brasileiro já encontrado.
O Uberabatitan era, como todos os saurópodes, herbívoro e tinha  15 metros de comprimento, cerca de 4 a 6 metros de altura e tinha um peso estimado entre 15 a 18 toneladas. É bastante semelhante ao Baurutitan e ao Trigonosaurus, encontrados em formações rochosas semelhantes. Fósseis de três indivíduos dessa espécie foram descobertos em 2004, durante a  realização das obras da duplicação da BR-050, rodovia que liga Brasília (DF) a Santos (SP), no trecho que passa por Uberaba. O trabalho de escavação dos fósseis foi concluído em 2006. Os técnicos escavaram 300 toneladas de rochas que datavam do período Cretáceo e Paleogeno, manualmente, para a retirada do material.
O dinossauro foi batizado com nome que homenageia a cidade onde foi descoberto, Uberaba, em Minas Gerais, e o nome do pesquisador que o descobriu, o paleontólogo e geólogo Luiz Carlos Borges Ribeiro. Apesar do fato de que uma reconstituição facial do dinossauro seja impossível, pelo desconhecimento de ossos do crânio, os fosséis já são considerados um marco para a paleontologia brasileira.